# Nebijan Muhmet
Nebijan Muhmet (uigurisch نەبىجان مۇھمەت, chinesisch 乃比江·莫合买提 Nǎibǐjiāng Mòhémǎití, * 10. Juli 2001 in Piqan) ist ein chinesischer Fußballspieler uigurischer Abstammung.

## Leben und Karriere

### Verein
Muhmet spielte in den Jugendvereine von Xinjiang FA und Beijing Guoan. 2021 unterschrieb er bei Beijing Guoan seinen Profivertrag. Er debütierte am 26. Juni 2021 in einem Spiel der AFC Champions League gegen United City FC, das mit 1:1 endete.

### Nationalmannschaft
Muhmet begann 2018 seine Nationalmannschaftskarriere bei den U17-Junioren der China. 2019 trat er der China U18 bei.